# Прохоров, Пётр Андреевич
Пётр Андреевич Прохоров (1918—1985) — командир отделения 254-го отдельного сапёрного батальона (325-я стрелковая дивизия, 43-я армия, 3-й Белорусский фронт), старшина.

## Биография
Пётр Андреевич Прохоров родился в деревне Катраиха Владимирского уезда Владимирской губернии (в настоящее время Суздальский район Владимирской области) в крестьянской семье. Получил неполное среднее образование, работал маляром в Москве.
20 марта 1939 года был призван в ряды Красной армии Ленинградским райвоенкоматом города Москвы. На фронтах Великой Отечественной войны с августа 1941 года.
Приказом по 34-й армии от 16 июня 1943 года сержант Прохоров был награждён орденом Красной Звезды за то, что в бою за лесной опорный пункт противника он уничтожил из личного оружия 7 солдат противника.
25 мая 1944 года в районе города Невель в Псковской области старшина Прохоров со своим подразделением проделывал проходы в заграждении противника, сняв при этом 300 мин натяжного действия. Приказом по 325 стрелковой дивизии от 20 июля 1944 года он был награждён орденом Славы 3-й степени.
10 августа 1944 года при форсировании реки Айвиексте в Латвии старшина Прохоров во главе отделения по команде выдвинулся к реке и приступил к наведению переправы под сильным артиллерийским и миномётным огнём. Одновременно организовал вынос с поля боя раненых бойцов вместе с оружием.далее развернул строительство паромной переправы для доставки на противоположный берег артиллерии. Был представлен к ордену Славы 2-й степени, но приказом по 44-му стрелковому корпусу от 17 октября 1944 года он снова был награждён орденом Красной Звезды.
18 — 20 января в наступлении Красной армии Старшина Прохоров строил мост через Неман, выполняя норму на 300 %, чем способствовал успеху стрелковых подразделений 20 января вначале проделал проход в свои проволочных и минно-взрывных заграждениях для 2-го батальона 85 стрелкового полка, а затем проделал проходы и в заграждениях противника, чем способствовал успеху наступления. Приказом по 43-й армии от 6 марта 1945 года старшина Прохоров был награждён орденом Славы 2-й степени.
5 марта 1945 года старшина Прохоров, командуя взводом сапёров проделал проходы в укреплениях противника возле населённого пункта Хох Каршау в Восточной Пруссии (в настоящее время посёлок Ново-Дорожный в Калининградской области), сняв при этом около 300 противопехотных мин. 13 апреля 1945 года, при прорыве обороны противника восточнее Певарркоф-Поветен, Прохоров со взводом под сильным огнём противника проделал 7 проходов в заграждениях, причём лично он проделал 2 прохода. 16 апреля 1945 года со взводом выдержал контратаку противника и, измотав его в бою, вынудил его отступить. Указом Президиума Верховного Совета СССР от 29 мая 1945 года командир взвода старшина Прохоров был награждён орденом Славы 1-й степени.
Старшина Прохоров демобилизовался в 1945 год. Проживал в городе Днепропетровск, работал маляром в стройотделе в Днепропетровском государственном университете.
6 апреля 1985 года в честь 40-летия Победы он был награждён орденом Отечественной войны 1-й степени.
Скончался Пётр Андреевич Прохоров 19 октября 1985 года.